# محمد مخبر
محمد مخبر دزفولي (بالفارسية: محمد مخبر دزفولی)؛ سياسي إيراني، شغل منصب رئيس الجمهورية الإيرانية (مؤقتًا) وذلك بعد وفاة الرئيس إبراهيم رئيسي إثر تحطم مروحيته في 19 مايو 2024. كان مخبر يشغل منصب النائب الأول لرئيس الجمهورية الإيرانية، وقد عُيّن في منصب النائب في 8 أغسطس 2021 بعد أن اختاره الرئيس الإيراني إبراهيم رئيسي نائبًا له. وهو عضو في مجمع تشخيص مصلحة النظام. كان قبل ذلك رئيسًا للجنة تنفيذ أمر الإمام ما بين 15 يوليو 2007 حتى 8 أغسطس 2021.
شغل مخبر منصب نائب الرئيس التنفيذي والعضو المنتدب لشركة خوزستان للاتصالات والعضو المنتدب لشركة دزفول للاتصالات ونائب وزير التجارة والنقل لمؤسسة المحرومين ونائب محافظ خوزستان. يُعتبر مخبر مُقربًا من المرشد الأعلى علي خامنئي.

## نشأته وتعليمه
ولد محمد مخبر دزفولي في سبتمبر سنة 1955 م في دزفول من محافظة خوزستان. كان والده الشيخ عباس إمام الجمعة المؤقت لمدينة دزفول لفترة. أكمل مخبر تعليمه الابتدائي في دزفول والأهواز، ثم درس في المرحلة الجامعية في مجال الهندسة الكهربائية ثم درس الماجستير في مجال الإدارة مع التركيز على الأنظمة كما حصل على درجة الدكتوراه في القانون الدولي.

## حياته العملية
كتبت صحيفة هماميهان في مقال لها أن مخبر كان عضوًا في جماعة منصورون إلى جانب أشخاص مثل محمد جهانارا وعلي شمخاني ومحسن رضائي والتي كانت تنشط ضد الحكومة البهلويَّة. بعد إنشاء فيلق الحرس الثوري في خوزستان، تم تعيينه كمسؤول صحي في فيلق دزفول وشغل هذا المنصب خلال فترة مسؤوليته. ذكرت وكالة تسنيم للأنباء أن مخبر لديه سجل حافل بالأنشطة المُتعلقة بالحرس الثوري قبل سقوط حكم الشَّاه محمد رضا بهلوي في سنة 1979 وانتصار الثورة الإسلامية في إيران. بعد تأسيس الجمهوريَّة الإسلاميَّة الإيرانيَّة، أصبح مخبر ضابطًا بارزًا في الحرس الثوري إبان حرب الخليج الأولى (1980-1988).
بعد نهاية الحرب مع العراق، تدرَّج مخبر في عدة مناصب، منها مُعاون محافظ خوزستان، ورئيس مصرف في القطاع الخاص، ثم انتقل لإدارة مؤسسات تجاريَّة مُقرَّبة من مكتب المرشد الأعلى علي خامنئي. برز نجم مخبر بعد أن تولى منصب رئيس اللجنة التنفيذيَّة لأوامر المرشد في سنة 2007، وهي لجنة معنيَّة بإدارة الأموال والمُمتلكات التي تمت مصادرتها من الشَّاه محمد رضا بهلوي، استمر مخبر في هذا المنصب حتى سنة 2021.
في الثَّامن من أغسطس سنة 2021، تولى مخبر منصب النَّائب الأوَّل للرئيس الإيراني إبراهيم رئيسي، بعد أن محل مكان إسحاق جهانغيري، والذي كان النائب الأول للرئيس حسن روحاني. أصبح مخبر مقربًا جدًا من الرئيس رئيسي، وكان حاضرًا ومُساهمًا في العديد من المسائل الداخليَّة، كما زار العديد من الدول ووقَّع اتفاقيَّات تعاون في مختلف المجالات خلال عامين.

## رئاسة إيران مؤقتا
في 19 مايو 2024، ظهرت الأنباء التي تحدثت عن سقوط مروحية الرئيس إبراهيم رئيسي ويرافقه وزير الخارجية حسين أمير عبد اللهيان في إحدى المناطق الحدوديَّة الإيرانيَّة قرب أذربيجان، وتم العثور عليهم بعد 12 ساعة من فقدانهم والبحث عليهم ليُعلن عن وفاتهم. وعلى اثر ذلك، انعقد اجتماع طارئ لمجلس الحكومة في نفس اليوم برئاسة مخبر، وبصفته النائب الأول للرئيس، فقد تولى محمد مخبر رئاسة الجمهورية الإسلامية الإيرانيَّة مؤقتًا، ولمدة 50 يومًا وفقًا لما ينص عليه الدستور الإيراني، لتُجرى الانتخابات الرئاسيَّة بعد هذه المدة. بعد الانتخابات الرئاسية الإيرانية 2024، أعلنت وزارة الداخلية الإيرانية في 6 يوليو 2024، فوز مسعود بزشكيان، ليتسلم مهامه الرئاسية في حفل تنصيبه 30 يوليو 2024.

## كتبه
وله مؤلفاته الآتية:
- كبار الاقتصاديين في العالم (2013) ، المجلد الأول ، منشورات نور علم
- عقوبات مغفرة العقوبات في النظام الأساسي للمحكمة الجنائية الدولية (2014) ، منشورات نور علم
- مقاربة للتنمية الاقتصادية مع العدالة (2015) ، مطبعة جامعة الإمام الصادق
- النمو الاقتصادي المتسارع في إيران (2016)[11]